# Voïvodie de Wałbrzych
La voïvodie de Wałbrzych (en polonais Województwo wałbrzyskie) était une unité de division administrative et un gouvernement local de Pologne entre 1975 et 1998.
En 1999, son territoire est intégré dans la Voïvodie de Basse-Silésie.
Sa capitale était Wałbrzych.

## Villes
Population au 31 décembre 1998 :
- Wałbrzych  – 136 923
- Świdnica – 65 109
- Dzierżoniów – 37 753
- Bielawa – 33 793
- Kłodzko – 30 278
- Nowa Ruda – 26 807
- Świebodzice – 24 745
- Boguszów-Gorce – 18 392
- Strzegom – 17 621
- Ząbkowice Śląskie – 17 349
- Bystrzyca Kłodzka – 11 842
- Kudowa-Zdrój – 10 873
- Pieszyce – 10 002

## Bureaux de district
Sur la base de la loi du 22 mars 1990, les autorités locales de l'administration publique générale, ont créé 6 régions administratives associant plusieurs municipalités.
- Bystrzyca Kłodzka (gmina Bystrzyca Kłodzka, gmina Międzylesie et gmina Stronie Śląskie)
- Dzierżoniów (Bielawa, Dzierżoniów, Pieszyce, Piława Górna, gmina Dzierżoniów et gmina Niemcza)
- Kłodzko (Duszniki-Zdrój, Kłodzko, Kudowa-Zdrój, Nowa Ruda, Polanica-Zdrój, gmina Kłodzko, gmina Lądek-Zdrój, gmina Lewin Kłodzki, gmina Nowa Ruda, gmina Radków et gmina Szczytna)
- Świdnica (Świdnica, Świebodzice, gmina Dobromierz, gmina Jaworzyna Śląska, gmina Marcinowice, gmina Strzegom, gmina Świdnica et gmina Żarów)
- Wałbrzych (Boguszów-Gorce, Jedlina-Zdrój, Szczawno-Zdrój, Wałbrzych, gmina Czarny Bór, gmina Głuszyca, gmina Mieroszów, gmina Stare Bogaczowice et gmina Walim)
- Ząbkowice Śląskie (gmina Bardo, gmina Ciepłowody, gmina Kamieniec Ząbkowicki, gmina Przeworno, gmina Stoszowice, gmina Ząbkowice Śląskie, gmina Ziębice et gmina Złoty Stok)

## Évolution démographique
| année      | 1975    | 1980    | 1985    | 1990    | 1995    | 1998    |
| population | 713 900 | 716 100 | 735 800 | 740 900 | 739 500 | 733 000 |